# Акулозавр
«Акулозавр» (англ. Dinoshark) — малобюджетний фантастичний фільм жахів знятий каналом SyFy. Йшов у показі на каналі SyFy 13 березня 2010 року.

## Сюжет
Після багатовікового сну в льодах Аляски покидається дитинча доісторичної акули-плезіозавра. Небезпечне створіння вирушає у теплі краї, по дорозі збільшуючись до справді гігантських розмірів. Діставшись берегів престижного мексиканського курорту монстр, що зголоднів, вирішує перекусити відпочивальниками і починає безжалісно нападати на туристів. Єдиним, хто готовий дати відсіч хижаку, виявляється капітан прогулянкового катера Трейс.